# Gui Boratto
Gui Boratto (ur. 1974 w São Paulo) – didżej i producent muzyki elektronicznej. Pracował dla firm nagraniowych, takich jak, BMG, EMI, Plastic City, Circle, Irma Records, Kompakt, Audiomatique, Harthouse. Aktualnie pracuje dla brazylijskich i międzynarodowych studiów. Jego album Chromophobia został nagrodzony tytułem Mixmag jako album miesiąca.

## Dyskografia

### Albumy
- Chromophobia, Kompakt, 2007
- Take my breath away, Kompakt, 2009
- III, Kompakt, 2011
- The K2 Chapter, Kompakt, 2013
- Abaporu, 2014
- Pentagram, Kompakt, 2018

### Single & EPs
- „Beluga” (12") Audiomatique Recordings, 2006
- „Brazilian Soccer – Edition (Paralelo, Tipologia)” (12") Killa Beat Recordings, 2006
- Division EP (12") Harthouse Mannheim, 2006
- „Gate 7" (12") K2, 2006
- „It’s Majik” (12") Plastic City, 2006
- „Like You” (12") Kompakt Pop, 2006
- „Sozinho” (12") K2, 2006
- „Speicher 38 (The Rising Evil)” (12") Kompakt Extra, 2006
- „Arquipélago” (12") K2, 2005
- „Sunrise” (12") Plastic City, 2005
- Twiggy EP (12") Circle Music, 2005

### Remiksy
- Pet Shop Boys „Love etc.” (Gui Boratto mix) Parlophone, 2009
- Goldfrapp – „A&E” (Gui Boratto Remix) Mute Records, 2007
- Agoria – „Baboul Hair Cuttin'” (Gui Boratto Remix) Different Recordings, 2006
- Oscar – „Freak Inside” (Gui Boratto Remix) Confused Recordings, 2006
- Kaleidoscópio – „Voce Me Apareceu” (Gui Boratto Horn Mix) Cuadra, 2004
- Adam Freeland – Silverlake Pills (Gui Boratto Remix), 2008
- Moby – Pale Horses (Gui Boratto Remix), 2009
- Massive Attack – Paradise Circus (Gui Boratto Remix), 2010